# Waresboro
Waresboro é uma área não incorporada do condado de Ware no estado norte-americano da Geórgia. Sua população em 2007 era de 6 724 habitantes.
Um tornado relacionado com a depressão tropical Dez de 2007 atingiu o leste da localidade em 21 de setembro daquele ano provocando danos leves a moderados em 12 construções, muitas destas residências. Árvores e postes de energia também foram derrubados.